# Anthophorula rufiventris
Anthophorula rufiventris là một loài Hymenoptera trong họ Apidae. Loài này được Timberlake mô tả khoa học năm 1947.